# Волчанский сельский округ
Волча́нский се́льский окру́г (каз. Волчанка ауылдық округі) — административная единица в составе Шемонаихинского района Восточно-Казахстанской области Казахстана.
Административный центр — село Волчанка.

## География
Согласно решению Шемонаихинского районного маслихата Восточно-Казахстанской области от 11 февраля 2022 года № 15/9-VII «Об утверждении Плана по управлению пастбищами и их использованию по Волчанскому сельскому округу Шемонаихинского района на 2022-2023 годы» — общая площадь Волчанского сельского округа составляет 141144 гектар; в том числе: земли сельскохозяйственного назначения — 35215 га,  земли населенных пунктов — 6064 га, земли промышленности, транспорта, связи, для нужд космической  деятельности, обороны, национальной безопасности и иного несельскохозяйственного назначения — 135 га, земли лесного фонда — 97337 га, земли водного фонда — 604 га, земли запаса — 1789 га. Гидрография сельского округа представлена главным образом рекой Убой и её притоками.

## История
По состоянию на 1989 год существовал как Волчанский сельсовет с девятью населёнными пунктами в составе: Волчанка, Березовка, Большая Речка, Веселово, Зауба, Крюковка, Кандыковка, Моисеевка, Трехгорное. 
Согласно решению XIX сессии Восточно-Казахстанского областного маслихата от 29 декабря 1998 года № 19/10 «О внесении изменений в административно-территориальное устройство некоторых городов и районов Восточно-Казахстанской области» — населённый пункт «Зауба» был передан в состав Верх-Убинского сельского округа. Населённый пункт «Веселово» был упразднён к 2000-м годам.
Постановлением Восточно-Казахстанского областного акимата от 04 июля 2014 года № 178 и решением Восточно-Казахстанского областного маслихата от 09 июля 2014 года № 20/258-V «О внесении изменений в административно-территориальное устройство Шемонаихинского района Восточно-Казахстанской области»:
- населённые пункты «Моисеевка» и «Трёхгорное» были отнесены к категориям иных поселений и исключены из учётных данных;
- поселения упразднённых населённых пунктов были переданы в административное и территориальное подчинение в состав села Берёзовка.

## Население
| Численность населения | Численность населения | Численность населения |
| 1989                  | 1999                  | 2009                  |
| --------------------- | --------------------- | --------------------- |
| 3434                  | ↘2927                 | ↘2174                 |

## Состав
| № | Населённый пункт | Тип населённого пункта       | КАТО      | Географические координаты       | Население, 2009 г. |
| - | ---------------- | ---------------------------- | --------- | ------------------------------- | ------------------ |
| 1 | Березовка        | село                         | 636837200 | 50°35′30″ с. ш. 82°07′08″ в. д. | ↘274               |
| 2 | Большая Речка    | село                         | 636837900 | 50°34′56″ с. ш. 82°21′40″ в. д. | ↘543               |
| 3 | Веселово         | село, упразднено             | —         | 50°39′50″ с. ш. 82°12′16″ в. д. | —                  |
| 4 | Волчанка         | село, административный центр | 636837100 | 50°33′55″ с. ш. 82°08′34″ в. д. | ↘1 006             |
| 5 | Зауба            | село, передано               | 636837200 | 50°29′44″ с. ш. 82°25′27″ в. д. | ↘34                |
| 6 | Кандыковка       | село                         | 636837500 | 50°34′04″ с. ш. 82°14′16″ в. д. | ↘130               |
| 7 | Крюковка         | село                         | 636837600 | 50°33′26″ с. ш. 82°10′02″ в. д. | ↘146               |
| 8 | Моисеевка        | село, упразднено             | 636837208 | 50°37′24″ с. ш. 82°10′16″ в. д. | ↘21                |
| 9 | Трёхгорное       | село, упразднено             | 636837209 | 50°39′40″ с. ш. 82°10′10″ в. д. | ↘54                |